# めるも
めるも（1963年5月15日 - ）は、日本の振付師、ものまねタレント。
ジャズシンガーの坂田佳子公認そっくりさん。現在、ショーパブ｢赤坂ノーブル」のママも務める。本名、田中 智恵（たなか ともえ）。
福井県福井市出身。

## 来歴
1963年生まれ。福井市宝永小学校、福井市明道中学校を経て、福井県立足羽高等学校卒業。1984年、ものまねタレントとしてデビュー。その後、様々な芸能活動を経て、1992年よりアーティストステージ、プロモーションビデオ、ものまね番組の振り付けを手がける。振り付けに携わった主なアーティストは尾崎亜美、篠原涼子、FLYING KIDS、五月みどり、他多数。日テレ「ものまねグランプリ」を始めとするテレビ番組（旧くは、「ひょうきん族」）『チームジャビッツ』、数々の舞台、ＣＤシングル、ＰＶなど数多いジャンルの振り付けを手掛ける。
現在、ショーパブ｢赤坂ノーブル」のママも務める。

## 出演

### テレビ
- スマートラウンジ（BS朝日）
- 上には上がいる！ものまねレパートリー500超芸人＆MISIA超ロングトーン歌手[字]（2023年3月28日（火）夜10時～、TBS）